# 都市伝説康芳夫〜モハメド・アリに魅せられた国際暗黒プロデューサー
『都市伝説康芳夫〜モハメド・アリに魅せられた国際暗黒プロデューサー』（としでんせつこうよしお モハメド・アリにみせられたこくさいあんこくプロデューサー）は、日本の劇作家・佐藤賢治が2022年に書いた舞台劇である。虚業家を自称する康芳夫の半生を追った作品。

## 概略
康芳夫の半生を演劇化した作品。康芳夫が関わったイベント、トピックを音楽やダンス、軽演劇的表現で再構成していく。劇団羊風舎旗揚げ公演。
アントニオ小猪木がアントニオ猪木役を務めることでも話題となった。また、虚実ないまぜの世界観を表現するため、男性である康を女優の睡蓮が演じ、オリバー君役の牛越は、尻を顔に見立てて顔出しせずに演じた。
主要登場人物である石原慎太郎、アントニオ猪木は初上演となった2022年に物故者となっているが、舞台の構想は2021年末から練られており、追善公演のようになったのは、偶然が重なったことによる。また、康の多彩な活動歴に合わせ、演者の大半は俳優業が本業でないものを配役したという。

## あらすじ
1955年、日本人と中国人のミックスとして生まれた高校生の康芳夫は新宿で空を見上げていた。風変わりな彼は進学した東京大学ではチャイナ服で過ごし、伝説の「呼び屋」神彰の下で働き、ノウハウを学ぶと、数々の珍妙なイベントを仕掛けた。ネス湖・ネッシーの日本でのブームを石原慎太郎とともに仕掛け、ヘビー級プロボクサーのモハメド・アリ東洋初招聘に成功。さらにはプロレスラー・アントニオ猪木との異種格闘技戦のプロモーターともなった。ヒューマンジー・オリバー君、異端小説・家畜人ヤプー。数々の仕掛けは様々な著名人を巻き込み、人生を狂わせていった。
男は嘘を誠にし、現実とファンタジーとの境界線をあいまいにしてゆく。

## おもな登場人物
康芳夫
演 - 睡蓮みどり
虎と対決する空手家
演 - 小林さとし
アントニオ猪木
演 - アントニオ小猪木
朗読者
演 - 水上ゆか
神彰
演 - 小林幹
石原慎太郎
演 - 一期崎礼雄（11月3日昼、4日‐6日）、西澤佳就（11月3日夜）
秘書
演 - 高橋秋人
オリバーくん
演 - 牛越秀人（銀河と牛）
有吉佐和子
演 - ブイヤベース
ダンサー
演 - 日名子蓮（S.R.O.）
ダンサー
演 - 池田玲奈（S.R.O.）
歌手
演 - 島村秀男
配信番組司会者
演 - ツマミ具依
伊藤輝夫
演 - 須田拓也（パップコーン）
配信番組ゲスト
11月3日 昼回 - 康芳夫
11月3日 夜回 - 金平桂一郎
11月4日 夜回 - 郷一郎
11月5日 昼回 - 漁師JJ
11月5日 夜回 - 高木圭介
11月6日 昼回 - ジャイアント小馬場
劇中番組のゲスト。各々本人役で日替わり出演。

## 舞台スタッフ
- 舞台装置：加藤伸吉[8]
- フライヤーアートワーク：桃吐マキル、カズモトトモミ、加藤伸吉
- 音楽：島村秀男[8]
- 脚本・演出：佐藤賢治
- 企画：株式会社モンステラプランニング、ペルソナシート合同会社